# VfR Eintracht Wolfsburg
Der VfR Eintracht Wolfsburg (offiziell: Verein für Rasensport Eintracht Wolfsburg e. V.) war ein Sportverein aus dem Wolfsburger Stadtteil Kreuzheide. Die erste Fußballmannschaft der Frauen spielte sechs Jahre lang in der Bundesliga und erreichte 1984 das Finale im DFB-Pokal. Die Männermannschaft spielte zehn Jahre lang in der zweithöchsten niedersächsischen Amateurliga. Im Jahre 1996 musste der Verein Insolvenz anmelden und wurde aufgelöst. 

## Geschichte
Der Verein wurde im Jahre 1951 als VfR Alt-Wolfsburg gegründet und fusionierte 17 Jahre später mit dem Verein Eintracht Nord Wolfsburg zum VfR Eintracht Wolfsburg. Im Jahre 1996 musste der Verein Insolvenz anmelden und wurde daraufhin aufgelöst. Die Abteilung Frauenfußball wechselte daraufhin zum WSV Wendschott, bevor sich diese im Jahre 2003 dem VfL Wolfsburg anschloss und dort dessen Frauenfußballabteilung bildet. Als Nachfolgeverein wurde am 10. Mai 1996 der VfR Eintracht Nord Wolfsburg gegründet. Heimspielstätte des Vereins ist das Eintracht-Stadion Kreuzheide, die im November 1971 als Bezirkssportanlage Nord eingeweiht wurde. Das Stadion befindet sich an der Franz-Marc-Straße nördlich der Leonardo-da-Vinci-Gesamtschule und westlich des Waldfriedhofs.

## Frauenfußball

### Geschichte
Im Jahre 1973 gründete der VfR Eintracht Wolfsburg eine Frauenmannschaft, die bereits drei Jahre später die höchstmögliche Spielklasse erreichte, die zunächst Verbandsliga und ab 1979 Landesliga hieß. 1978 und 1981 wurde die Mannschaft jeweils Meister der Oststaffel, unterlag aber dann im Endspiel um die Niedersachsenmeisterschaft dem Rotenburger SV bzw. dem VfL Wittekind Wildeshausen. Erst 1982 wurden die Wolfsburgerinnen Niedersachsenmeister und scheiterten bei den deutschen Meisterschaften im Viertelfinale am KBC Duisburg. Zwei Jahre später erreichte die Mannschaft das Endspiel um den DFB-Pokal. Über die Stationen ATSV Stockelsdorf, FSV Harburg und SC 07 Bad Neuenahr gelangen die Wolfsburgerinnen zum Finale am 31. Mai 1984 im Frankfurter Waldstadion, welches mit 0:2 gegen die SSG 09 Bergisch Gladbach verloren wurde.
→ Daten zum DFB-Pokalfinale 1984
Zwei Jahre später wurde die Oberliga Nord als höchste Spielklasse eingeführt, für die sich die Wolfsburgerinnen qualifizierten. Gleich in der Premierensaison 1986/87 erreichte die Mannschaft die Vizemeisterschaft hinter dem FTSV Lorbeer Rothenburgsort. Zwei Jahre später folgte die erneute Vizemeisterschaft, dieses Mal nur wegen der schlechteren Tordifferenz gegenüber Fortuna Sachsenroß Hannover. Schließlich wurden die Wolfsburgerinnen in der Saison 1989/90 Meister und schaffte damit die Qualifikation für die neu geschaffene, seinerzeit noch zweigleisige Bundesliga. Auf Bundesebene schieden die Wolfsburgerinnen 1987 bereits in der ersten Runde gegen Tennis Borussia Berlin und 1990 im Viertelfinale gegen den VfL Sindelfingen aus.
In der Bundesliga kamen die Wolfsburgerinnen nicht über Mittelfeldpositionen hinaus, geriet jedoch nie in ernsthafte Abstiegsgefahr. Größter Erfolg war der fünfte Platz in der Saison 1991/92. Dafür erreichte die Mannschaft noch zweimal das Halbfinale im DFB-Pokal.  In der Saison 1990/91 setzte sich das Team zunächst gegen Tennis Borussia Berlin und den GSV Moers durch, verlor dann aber mit 0:6 bei Grün-Weiß Brauweiler. Zwei Jahre später zogen die Wolfsburgerinnen über die Stationen SSV Turbine Potsdam, SSG 09 Bergisch Gladbach, Tennis Borussia Berlin und KBC Duisburg erneut in die Runde der letzten vier ein und scheiterten mit 0:6 am TSV Siegen.

### Erfolge
- DFB-Pokal-Finalist: 1984
- Meister der Oberliga Nord: 1990
- Niedersachsenmeister: 1982, 1984
- Niedersachsenpokalsieger: 1980, 1983, 1985, 1988, 1989, 1990

### Saisonbilanzen
| Saison  | Liga                  | Platz | S         | U         | N         | Tore  | Punkte | Meisterschaft      | DFB-Pokal          |
| ------- | --------------------- | ----- | --------- | --------- | --------- | ----- | ------ | ------------------ | ------------------ |
| 1978/79 | Verbandsliga Nds.-Ost | 2.    | unbekannt | unbekannt | unbekannt | 37:10 | 26:10  | nicht qualifiziert | nicht ausgespielt  |
| 1979/80 | Landesliga Nds.-Ost   | 2.    | unbekannt | unbekannt | unbekannt | 62:05 | 33:03  | nicht qualifiziert | nicht ausgespielt  |
| 1980/81 | Landesliga Nds.-Ost   | 1.    | unbekannt | unbekannt | unbekannt | 83:07 | 34:02  | nicht qualifiziert | Achtelfinale       |
| 1981/82 | Landesliga Nds.-Ost   | 1.    | unbekannt | unbekannt | unbekannt | 81:05 | 33:03  | Viertelfinale      | nicht qualifiziert |
| 1982/83 | Landesliga Nds.-Ost   | 1.    | unbekannt | unbekannt | unbekannt | 66:06 | 28:04  | nicht qualifiziert | nicht qualifiziert |
| 1983/84 | Landesliga Nds.-Ost   | 1.    | unbekannt | unbekannt | unbekannt | 62:02 | 32:0   | Viertelfinale      | Finale             |
| 1984/85 | Landesliga Nds.-Ost   | 1.    | unbekannt | unbekannt | unbekannt | 49:10 | 31:05  | nicht qualifiziert | nicht qualifiziert |
| 1985/86 | Landesliga Nds.-Ost   | 1.    | unbekannt | unbekannt | unbekannt | 68:14 | 30:06  | nicht qualifiziert | Achtelfinale       |
| 1986/87 | Oberliga Nord         | 2.    | 12        | 02        | 04        | 32:15 | 26:10  | Achtelfinale       | nicht qualifiziert |
| 1987/88 | Oberliga Nord         | 4.    | 11        | 08        | 03        | 47:21 | 30:14  | nicht qualifiziert | nicht qualifiziert |
| 1988/89 | Oberliga Nord         | 2.    | 15        | 03        | 02        | 56:15 | 33:07  | nicht qualifiziert | Achtelfinale       |
| 1989/90 | Oberliga Nord         | 1.    | 18        | 02        | 02        | 76:18 | 38:06  | Viertelfinale      | Achtelfinale       |
| 1990/91 | Bundesliga Nord       | 7.    | 07        | 04        | 07        | 43:34 | 18:18  | –                  | Halbfinale         |
| 1991/92 | Bundesliga Nord       | 5.    | 09        | 04        | 07        | 36:28 | 22:18  | –                  | Viertelfinale      |
| 1992/93 | Bundesliga Nord       | 7.    | 07        | 01        | 10        | 27:42 | 15:21  | –                  | Halbfinale         |
| 1993/94 | Bundesliga Nord       | 6.    | 07        | 04        | 07        | 36:40 | 18:18  | –                  | Achtelfinale       |
| 1994/95 | Bundesliga Nord       | 7.    | 04        | 05        | 09        | 26:40 | 13:23  | –                  | Achtelfinale       |
| 1995/96 | Bundesliga Nord       | 8.    | 05        | 04        | 09        | 18:40 | 19     | –                  | Achtelfinale       |

### Persönlichkeiten
- Petra Damm
- Doris Fitschen
- Kathrin Hecker
- Christel Klinzmann
- Maike-Katrin Knopf
- Karin Mustroph
- Judith Roth
- Birte Weiß
- Natascha Wiggers

## Männerfußball

### Geschichte
Die Männermannschaft des VfR Eintracht Wolfsburg spielte die meiste Zeit in unterklassigen Ligen. Die Mannschaft stieg im Jahre 1976 in die Bezirksklasse Heide 1 auf und wurde dort zweimal in Folge Vizemeister hinter dem SV Gifhorn bzw. dem TSV Ehmen, bevor im Jahre 1979 die Meisterschaft gesichert werden konnte. in die Bezirksliga auf und schaffte zwei Jahre später den Aufstieg in die Bezirksoberliga Braunschweig. Dort gelang auf Anhieb der Durchmarsch in die Landesliga Ost, die seinerzeit zweithöchste Amateurspielklasse in Niedersachsen. In der Spielzeit 1983/84 erreichten die Wolfsburger den dritten Platz mit vier Punkten Rückstand auf den Meister SC Uelzen 09. 1985 und 1990 wurde die Eintracht jeweils Vierter. Zumeist belegte die Mannschaft Mittelfeldplatzierungen, bevor sie im Jahre 1992 wieder in die Bezirksoberliga absteigen musste. In der folgenden Saison 1992/93 wurde die Mannschaft in der Bezirksoberliga Braunschweig nach unten durchgereicht, bevor die Mannschaft in ihrer letzten Saison 1995/96 als Tabellenletzter aus der Bezirksliga absteigen mussten.

### Persönlichkeiten
- Frank Eulberg
- Joachim Krug

## Nachfolgeverein VfR Eintracht Nord Wolfsburg
Als Nachfolgeverein wurde am 10. Mai 1996 der VfR Eintracht Nord Wolfsburg gegründet. Die Männermannschaft übernahm den Platz der zweiten Mannschaft des Vorgängervereins in der Kreisliga Wolfsburg und kämpfte in den ersten Jahren gegen den Abstieg. Erst mit dem Ende des Jahrzehnts ging es bergauf. Nach einer Vizemeisterschaft hinter der zweiten Amateurmannschaft des VfL Wolfsburg im Jahre 1999 gelang ein Jahr später der Aufstieg in die Bezirksklasse. In der folgenden Saison 2000/01 schaffte die Mannschaft den direkten Durchmarsch in die Bezirksliga. Aus dieser stiegen die Wolfsburger im Jahre 2003 ab, bevor die Eintrachtler in der folgenden Spielzeit den direkten Wiederaufstieg schafften. In der Saison 2012/13 spielte die Mannschaft in der Landesliga Braunschweig, musste aber direkt wieder absteigen. Es folgten weitere Abstiege in die Kreisliga im Jahre 2016 und in die 1. Kreisklasse zwei Jahre später. Seit dem Aufstieg im Jahre 2024 tritt die Mannschaft in der Kreisliga Wolfsburg an.
Die Frauenmannschaft tritt in einer Spielgemeinschaft mit dem 1. FC Wolfsburg an.